# Mieczysław Nowicki
Mieczysław Paweł Nowicki (* 26. Januar 1951 in Piątek) ist ein ehemaliger polnischer Radsportler.

## Biographie

### Sportliche Laufbahn
1967 begann Mieczysław Nowicki unter dem renommierten polnischen Trainer Teofil Sałyga mit dem Radsport. 1972 startete der bei den Olympischen Sommerspielen in München bei zwei Wettbewerben auf der Bahn: In der Einerverfolgung wurde er 14. und belegte gemeinsam mit Bernard Kręczyński, Janusz Kierzkowski und Paweł Kaczorowski Rang vier in der Mannschaftsverfolgung. Im selben Jahr gewann er eine Etappe der Vuelta a Cuba und verlegte sich anschließend vorrangig auf Straßenradsport, fuhr aber gelegentlich noch Bahnrennen. Auf der Bahn wurde er polnischer Meister in der Einerverfolgung 1970 und 1972. Den Titel in der Mannschaftsverfolgung gewann er 1970 und 1974.
Nachdem er 1973 Etappensiege bei Rundfahrten erringen konnte, wurde er 1975 Amateur-Weltmeister mit Tadeusz Mytnik, Ryszard Szurkowski und Stanisław Szozda im Mannschaftszeitfahren. Zudem entschied er die Tour of Scotland für sich. In der Polen-Rundfahrt 1974 holte einen Etappensieg, ebenso in der Bulgarien-Rundfahrt 1975. 
Dreimal startete Nowicki bei der Internationalen Friedensfahrt: 1973 belegt er Rang zehn in der Gesamtwertung, 1975 Rang 55, und 1976 wurde er Achter. 1973 stellte er mit 42,231 Kilometern einen polnischen Stundenrekord auf, der erst 2014 von Andrzej Bartkiewicz mit 47,618 Kilometern verbessert wurde.
Bei den Olympischen Spielen 1976 gewann Mieczysław Nowicki zwei Medaillen: Silber im Mannschaftszeitfahren (erneut mit Mytnik, Szurkowski und Szozda) sowie Bronze als Einzelstarter im olympischen Straßenrennen. Ebenfalls 1976 gewann er die Rheinland-Pfalz-Rundfahrt und eine Etappe des heimischen Rennens Dookoła Mazowsza. 1977 gelang Nowicki erneut ein Erfolg im Mannschaftszeitfahren bei Weltmeisterschaften, als er mit dem polnischen Team im venezolanischen San Cristóbal (Mytnik, Szozda und Czesław Lang) die Bronzemedaille errang. 1978 gewann er eine Etappe der Österreich-Rundfahrt, anschließend beendete er seine Radsportlaufbahn. Bei den UCI-Straßen-Weltmeisterschaften kam er in den Jahren 1969 bis 1973 viermal unter die besten zehn Fahrer im Einzelrennen.

## Berufliches
Mieczysław Nowicki absolvierte 1969 die Mechanisch-Technische Hochschule in Łódź. Nach dem Ende seiner Sportkarriere betrieb er von 1981 bis 1995 eine Teppichfabrik. Von 1995 war er Sportlicher Direktor der Internationalen Friedensfahrt, bekleidete weitere Ämter im Sport sowie im sozialen Bereich und war Präsident des Amtes für Körperkultur und Sport. Von 2000 bis 2001 war er Unterstaatssekretär im Ministerium für nationale Bildung. 2001 kandidierte er für den polnischen Senat, wurde aber nicht gewählt. Seit 2003 ist er im Rathaus von Łódź tätig. Mehrfach wurde Nowicki in Polen für seine Verdienste ausgezeichnet.

## Erfolge
1972
- eine Etappe Vuelta a Cuba

1973
- eine Etappe Tour d’Algérie
- eine Etappe Scottish Milk Race

1974
- eine Etappe Polen-Rundfahrt

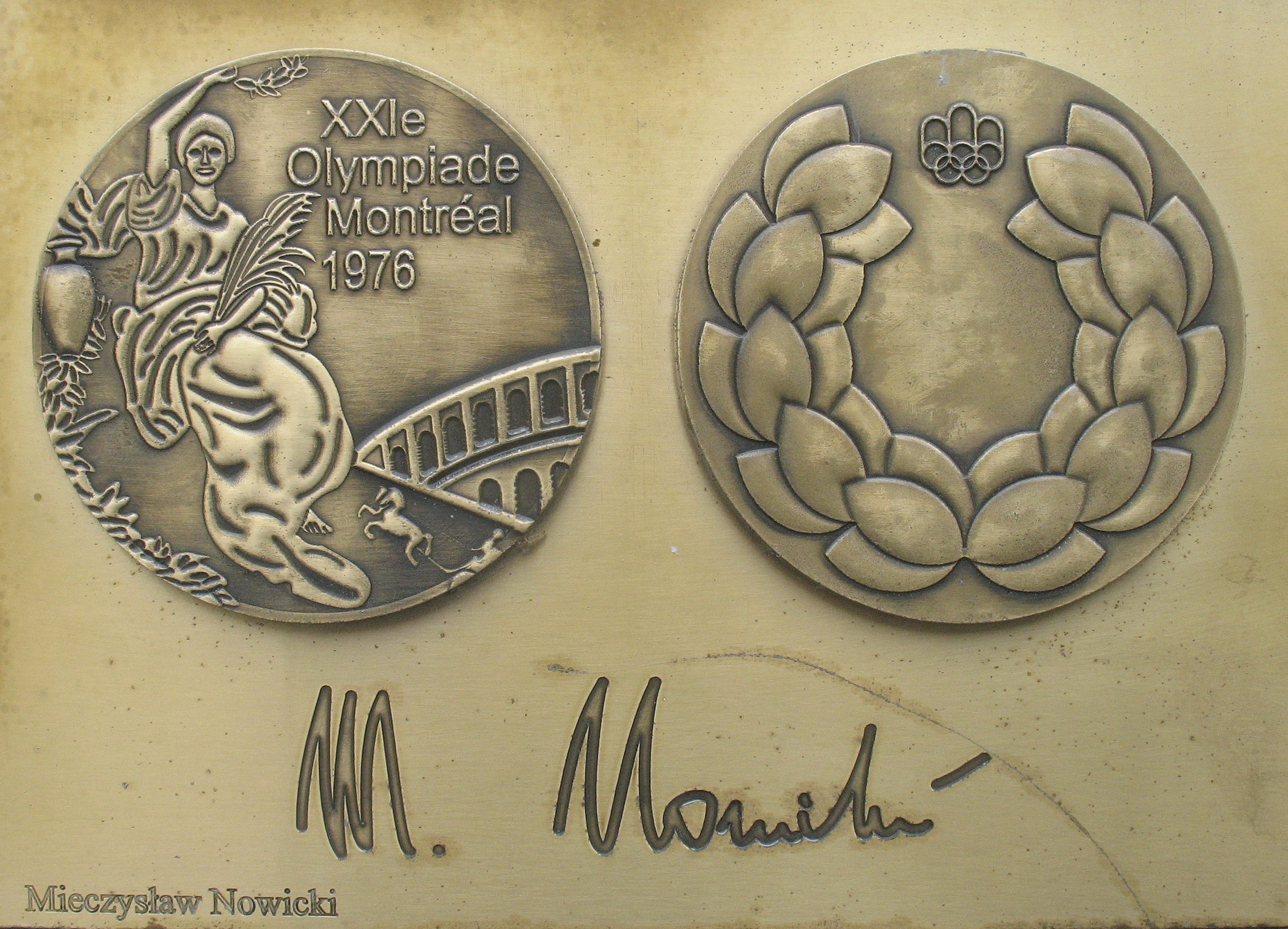
Kopie der Medaille von Nowicki mit Autogramm auf der Straße Aleja Gwiazd Sportu in Dziwnów

- Polnischer Meister Mannschaftsverfolgung

1975
- Amateur-Weltmeister – Mannschaftszeitfahren (mit Tadeusz Mytnik, Ryszard Szurkowski und Stanisław Szozda)
- Gesamtwertung Scottish Milk Race

1976
- Olympische Spiele – Mannschaftszeitfahren (mit Tadeusz Mytnik, Ryszard Szurkowski und Stanisław Szozda)
- Olympische Spiele – Straßenrennen
- Gesamtwertung Rheinland-Pfalz-Rundfahrt
- eine Etappe Dookoła Mazowsza

1977
- Amateur-Weltmeisterschaft – Mannschaftszeitfahren (mit Tadeusz Mytnik, Stanisław Szozda und Czesław Lang)
- Gesamtwertung Tour of Britain

1978
- eine Etappe Österreich-Rundfahrt